# Бетендорф
Бетендорф (фр. Bettendorf) насеље је и општина у источној Француској у региону Алзас, у департману Горња Рајна која припада префектури Алткирх.
По подацима из 2011. године у општини је живело 486 становника, а густина насељености је износила 102,75 становника/km². Општина се простире на површини од 4,73 km². Налази се на средњој надморској висини од 331 метар (максималној 407 m, а минималној 321 m).

## Демографија
| 1962. | 1968. | 1975. | 1982. | 1990. | 1999. | 2011. |
| ----- | ----- | ----- | ----- | ----- | ----- | ----- |
| 272   | 318   | 329   | 342   | 394   | 427   | 486   |

График промене броја становника у току последњих година